# Porto Firme
Porto Firme är en kommun i Brasilien.   Den ligger i delstaten Minas Gerais, i den sydöstra delen av landet, 700 km sydost om huvudstaden Brasília. Antalet invånare är 10 410.
Omgivningarna runt Porto Firme är huvudsakligen savann. Runt Porto Firme är det ganska glesbefolkat, med 24 invånare per kvadratkilometer.